# Rak pręgowaty
Rak pręgowaty, rak pręgowany, rak amerykański (Orconectes limosus) – gatunek skorupiaka z rodziny Cambaridae, występujący obecnie również w Europie.
Naturalnym obszarem występowania raka pręgowanego są słodkie wody wschodniego wybrzeża Ameryki Północnej w rejonie Waszyngtonu i Filadelfii. Został sprowadzony do wód europejskich przez niemieckiego hodowcę Maxa von dem Borne w 1890 r. Miejsce pierwotnego wsiedlenia znajdowało się na terenie obecnej Polski, w okolicach Barnówka w dorzeczu rzeki Myśli (Pomorze Zachodnie). Wtórnego wsiedlenia dokonano w 1911 roku w dorzeczach Wdy i Brdy. Rozpowszechnił się potem na większość obszaru Europy. Powodem introdukcji była jego odporność na dżumę raczą, która powodowała wtedy masowe śnięcie europejskich raków. Nowy gatunek okazał się jednak nieprzydatny gospodarczo, ze względu na małe rozmiary i gorszy smak. Wypiera ze środowiska naturalnego inne raki (szlachetnego i błotnego), ze względu na swoją odporność na niekorzystne warunki środowiska i choroby – jest nosicielem raczej dżumy.

## Opis
Od pozostałych gatunków różni się przede wszystkim charakterystycznymi czerwonymi pręgami na odwłoku, od których pochodzi jego nazwa.

## Rozmiary
Jest mniejszy od innych raków, zwykle osiąga wielkość 8 cm, maksymalnie 20 cm

## Biotop
Ze względu na duże zdolności przystosowawcze ocenia się, że może żyć wszędzie. Żyje nawet w wodach pozaklasowych, co oznacza, że nie może być wskaźnikiem czystości wody.

## Rozmnażanie
Okres godowy przypada na okres wrzesień-październik. Dojrzałość płciową osiąga w drugim roku życia. Może rozmnażać się płciowo lub przez partenogenezę.

## Znaczenie gospodarcze
Mięso raka pręgowatego jest spożywane, choć określane jako mniej smaczne w porównaniu do dwóch gatunków rodzimych: raka szlachetnego i błotnego. Mięso pozyskiwane z odwłoka i szczypiec ma bardzo dobrą wartość odżywczą. Posiada wysoką zawartość białka oraz niską zawartość tłuszczu. Jest bezpieczne toksykologicznie i może być źródłem wielu składników mineralnych w diecie człowieka. Jedynie mięso z odwłoka może być potencjalnym surowcem do przetwórstwa spożywczego. Tłuszcz z odwłoków raków charakteryzuje się wysoką jakością.
W Polsce w okresie międzywojennym nie odławiano tego gatunku gospodarczo. W Niemczech zaczęto je konsumować w końcu lat 30. XX wieku. W okolicach Berlina były jednym z głównych podmiotów gospodarki rybackiej do lat 60. XX wieku. Miejscowi rybacy czerpali z tego tytułu około połowę swoich dochodów. W Polsce, w 1949, odłowiono pomiędzy 100 a 200 ton tego gatunku (najwięcej wśród raków), jednak już w latach 60. XX wieku było to zaledwie 3,5 tony, potem wartość ta nieco wzrosła, do kilkunastu ton. Mięso raka pręgowatego nie było należycie promowane, nie wypracowano też metod jego użytkowania i przerobu.